# Encuesta (historieta de Ja)
Encuesta es una serie de historietas creada por Ja para el semanario "El Papus" en 1976, centrada en la crítica de la actualidad.
Titulada originalmente como Encuesta Papus o Encueta Papus, volvió a aparecer a partir de 1995 en el semanario "El Jueves", rebautizada simplemente como Encuesta.
Mostró siempre el estilo funcional y espontáneo de su autor.